# Osmia frunseensis
Osmia frunseensis är en biart som beskrevs av Warncke 1992. Osmia frunseensis ingår i släktet murarbin, och familjen buksamlarbin. Inga underarter finns listade i Catalogue of Life.